# Попов Анатолій Іванович
Анатолій Іванович Попов (нар. 20 липня 1947) — радянський футболіст, що грав на позиції нападника. Відомий виступами за луцький футбольний клуб «Волинь», у складі якого був одним із кращих бомбардирів команди за час виступів у класі «Б» — 16 м'ячів.

## Клубна кар'єра
Анатолій Попов розпочав займатися футболом у юнацькій команді луцької «Волині», й у 1965 році дебютував у складі головної команди області в радянському класі «Б». Відразу молодий нападник став одним із кращих бомбардирів команди, відзначившись у першому своєму сезоні в команді майстрів 5 забитими м'ячами в 7 проведених матчах. У наступному сезоні футболіст відзначився 4 забитими м'ячами у 18 проведених матчах, а в сезоні 1967 року у 26 матчах Попов відзначився 7 забитими м'ячами. Після закінчення сезону 1967 року Анатолія Попова призвали на строкову службу до Радянської Армії, після чого дані про виступи футболіста в командах майстрів відсутні.